# أوليغ سايتوف
أوليغ سايتوف (بالروسية: Олег Элекпаевич Саитов)‏ (مواليد 26 مايو 1974) هو ملاكم روسي، مثّل بلاده في الألعاب الأولمبية الصيفية في دورات 1996 و2000 و2004.

## روابط خارجية
أوليغ سايتوف على موقع بوكس ريك (الإنجليزية) (registration required)
- أوليغ سايتوف على موقع اللجنة الأولمبية الدولية (الإنجليزية)
- أوليغ سايتوف على موقع أوليمبيديا (الإنجليزية)